# SN 2007al
SN 2007al – supernowa typu Ia odkryta 10 marca 2007 roku w galaktyce A095919-1928. W momencie odkrycia miała maksymalną jasność 16,60m.